# 곤지키야샤
《곤지키야샤》(일본어: 金色夜叉, こんじきやしゃ)는 일본의 소설가인 오자키 고요가 쓴 소설이다. 일본 메이지 시대를 대표하는 소설로 여겨진다.
1897년 1월 1일부터 1902년 5월 11일까지 《요미우리 신문》에 연재되었지만 오자키 고요가 연재 도중에 사망하면서 미완성으로 남게 되었다. 전편(前編), 중편(中編), 후편(後編), 속편(續編), 속속편(續續編), 새 속편(新 續編) 총 6편으로 구성되어 있다.
1909년에는 오자키 고요의 문하생 출신의 소설가인 오구리 후요(일본어: 小栗風葉, おぐり ふうよう, 1875년 ~ 1926년)가 《곤지키야샤 종편》(金色夜叉 終編)을 출간했다. 일본에서는 쇼와 시대에 들어선 뒤부터 이 소설이 영화, 드라마로 제작되기도 했다.
《곤지키야샤》는 영국의 소설가인 샬럿 메리 브레임(Charlotte Mary Brame, 1836년 ~ 1884년)의 소설 《여자보다 약한》(Weaker than a Woman)을 번안한 소설이다. 일제강점기의 소설가인 조중환은 이 소설을 한국식으로 번안한 소설 《장한몽》(長恨夢)을 지었다.

## 줄거리
남자 고등학생인 하자마 간이치(일본어: 間貫一, はざま かんいち)와 약혼한 여자인 오미야(お宮, 시기사와 미야(일본어: 鴫沢宮, しぎさわ みや))는 간이치와의 결혼을 앞두고 있었지만 부자인 도미야마 다다쓰구(일본어: 富山唯継, とみやま ただつぐ)의 집으로 시집을 가게 된다. 이에 격분한 간이치는 아타미(熱海)에서 오미야에게 책임을 물었지만 오미야는 본심을 밝히지 않았다.
간이치는 "도미야마의 다이아몬드에 눈이 멀었느냐?"라고 말하면서 오미야를 발로 차버린다. 간이치는 오미야에게 복수하기 위해 고리대금업자로 일했고 오미야는 불행한 생활을 겪게 된다.

## 문학비
- 일본 시즈오카현 아타미시에 위치한 오미야노마쓰(일본어: お宮の松, おみやのまつ)에는 나막신을 신은 간이치가 오미야를 발로 차는 모습을 한 동상이 세워져 있다.